# Nou 2
Nou 2 (también conocido como Canal Nou Dos, Canal 9 Dos, Canal Nou 2 o, por su antiguo nombre, Punt 2) fue un canal de televisión abierta español de difusión autonómica, el cual funcionaba como el segundo canal de Radiotelevisión Valenciana (RTVV), tras Canal Nou.

## Historia
El canal nació oficialmente el 9 de octubre de 1997, bajo el nombre de Notícies 9, canal dedicado a los programas informativos de producción propia de RTVV. No obstante, sus emisiones en período de pruebas comenzaron el 16 de febrero de 1997. Al cambiar el nombre a Punt 2 el 1 de mayo de 1999, se inició una nueva etapa, con programas informativos, documentales y culturales, así como deportivos durante el fin de semana.
Emitía programación solamente en valenciano, a diferencia de Canal Nou, que alternaba entre castellano y valenciano. Este canal emitía programas culturales centrados en Valencia, como Cor de festa Bandàlia, entre otros. Además, una gran parte de la programación de Nou 2 estaba enfocada en el público infantil dentro del bloque de programación Babalà club. De igual forma, también se emitían los partidos de los equipos valencianos de Segunda División de la Liga Española de Fútbol y los domingos de la 2ª B y de la Liga ACB de baloncesto.
Desde el 30 de marzo de 2009, Nou 2 cedió el espacio analógico al canal Nou 24, y pasó a emitir exclusivamente en TDT, en el mux de RTVV que tiene una cobertura del 96% de la Comunidad Valenciana.
Debido a la crisis económica que atravesaba España, la dirección de RTVV informó que Nou 2 y Nou 24 serían fusionados en un solo canal bajo el nombre de Nou 2 a partir del 6 de julio de 2013, y estaría centrado mayormente a la programación de información, de cultura y las retransmisiones. La fusión de ambos canales fue aprobada el 5 de julio de 2013 por el pleno del Consell, lo que provocó en el ahorro anual de €2,7 millones.
Por otra parte, en un comunicado, las secciones sindicales de RTVV informaron que habían aceptado la propuesta de la dirección de RTVV para prorrogar la vigencia del octavo convenio colectivo hasta el 1 de noviembre del mismo año. En la nota, indicaron que las negociaciones para tal convenio colectivo empezarían el día 1 de septiembre.

## Últimas audiencias
A pesar de que este canal de televisión comenzó sus emisiones el 9 de octubre de 1997, sus audiencias comenzaron a ser medidas en 2007:
| Año  | Enero | Febrero | Marzo | Abril | Mayo | Junio | Julio | Agosto | Septiembre | Octubre | Noviembre | Diciembre | Media anual |
| ---- | ----- | ------- | ----- | ----- | ---- | ----- | ----- | ------ | ---------- | ------- | --------- | --------- | ----------- |
| 2007 | 1,7%  | 1,7%    | 1,9%  | 2,0%  | 1,9% | 1,9%  | 1,9%  | 2,0%   | 2,0%       | 1,6%    | 1,5%      | 1,5%      | 1,8%        |
| 2008 | 1,4%  | 1,2%    | 1,5%  | 1,0%  | 1,0% | 1,0%  | 1,3%  | 1,6%   | 1,5%       | 1,4%    | 1,2%      | 1,2%      | 1,3%        |
| 2009 | 1,2%  | 1,1%    | 1,6%  | 0,5%  | 0,2% | 0,3%  | 0,3%  | 0,3%   | 0,3%       | 0,3%    | 0,3%      | 0,4%      | 0,5%        |
| 2010 | 0,4%  | 0,5%    | 0,6%  | 0,6%  | 0,6% | 0,5%  | 0,5%  | 0,4%   | 0,5%       | 0,6%    | 0,5%      | 0,4%      | 0,5%        |
| 2011 | 0,5%  | 0,5%    | 0,6%  | 0,4%  |      |       |       | 0,3%   | 0,3%       | 0,4%    | 0,4%      | 0,4%      | 0,4%        |
| 2012 | 0,4%  | 0,4%    | 0,5%  | 0,4%  | 0,5% | 0,4%  | 0,4%  | 0,4%   | 0,4%       | 0,3%    | 0,3%      | 0,4%      | 0,4%        |
| 2013 | 0,4%  | 0,3%    | 0,4%  | 0,3%  | 0,3% | 0,3%  | -     | -      | -          | -       | -         | -         | 0,3%        |

## Imagen corporativa

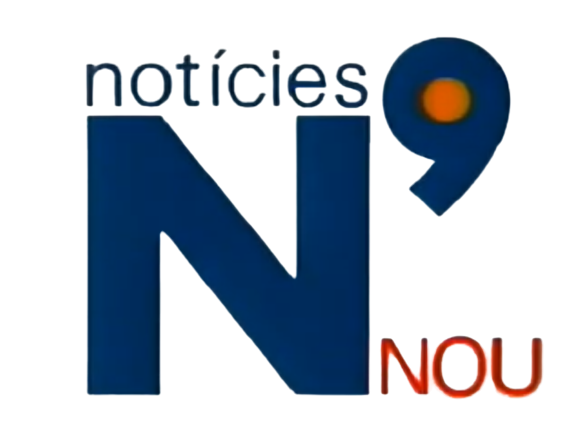
Logo del canal Notícies Nou, predecesor de Punt 2.
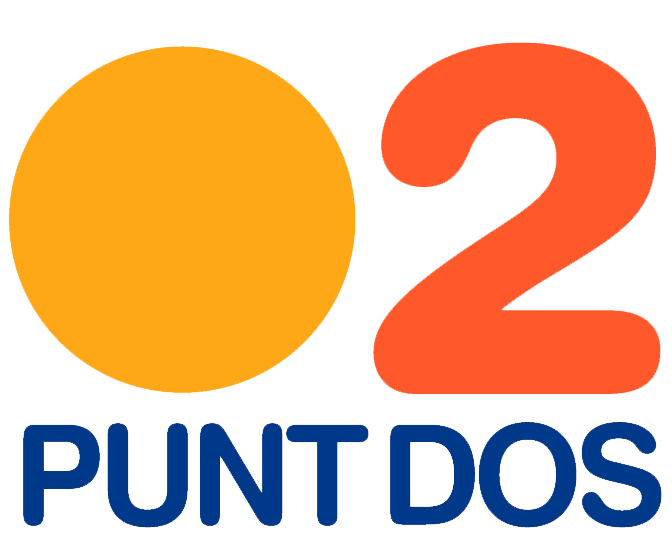
Primer logo de Punt 2.
Último logo de Punt 2 antes de ser Nou 2.
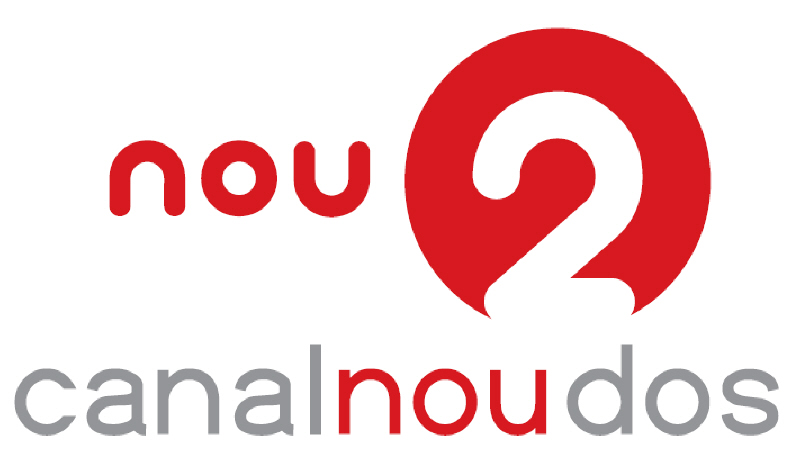
Último logo (Nou 2)
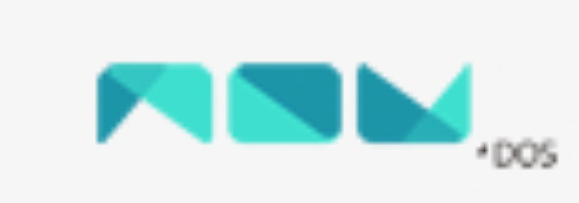
Sólo presentado en la web infantil.